# Ancylistes parabiacutoides
Ancylistes parabiacutoides är en skalbaggsart som beskrevs av Stefan von Breuning 1971. Ancylistes parabiacutoides ingår i släktet Ancylistes och familjen långhorningar.
Artens utbredningsområde är Madagaskar. Inga underarter finns listade i Catalogue of Life.